# Ilse Zaal
Ilse Zaal (Zaandam, 22 september 1982) is een Nederlandse juriste en politica van D66. Sinds 18 mei 2020 is zij lid van de Gedeputeerde Staten van Noord-Holland.

## Biografie

### Opleiding en loopbaan
Van 1994 tot 2000 ging Zaal naar het vwo aan het Zaanlands Lyceum. Van 2000 tot 2005 studeerde zij Nederlands recht aan de Universiteit van Amsterdam. Van 2005 tot 2013 was zij universitair docent en onderzoeker arbeidsrecht aan de Universiteit van Amsterdam. Van 2010 tot 2011 was zij werkzaam bij Allen & Overy.
Van 2013 tot 2020 was Zaal universitair hoofddocent en opleidingsdirecteur arbeidsrecht aan de Universiteit van Amsterdam. Op 7 februari 2014 promoveerde zij op het proefschrift ‘De reikwijdte van medezeggenschap’. Van 2016 tot 2020 was zij raadsheer-plaatsvervanger bij het Gerechtshof Den Haag.

### Politieke loopbaan
Van 2010 tot 2011 was Zaal voor D66 bestuurslid van de afdeling Zaanstad en Wormerveer en steunfractielid in de gemeente Zaanstad. Van 10 maart 2011 tot 18 mei 2020 was zij namens D66 lid van de Provinciale Staten van Noord-Holland. Zij was lid van de Statencommissie Ruimte, Wonen en Klimaat en van het presidium. Van 24 maart 2015 tot 7 mei 2020 was zij fractievoorzitter van D66.
Vanaf 7 mei 2020 was Zaal namens D66 kandidaat-gedeputeerde van Noord-Holland. Hiermee volgde zij Jack van der Hoek op die op 12 mei 2020 burgemeester van Schouwen-Duiveland is geworden. Tijdens de Statenvergadering van 18 mei 2020 werd zij geïnstalleerd als lid van de Gedeputeerde Staten van Noord-Holland met in haar portefeuille Economie, inclusief onderwijs en arbeidsmarkt, Landbouw en visserij, Dierenwelzijn, Bestuur, Europa en Recreatie en toerisme.
Doordat Zaal verantwoordelijk is voor de portifieule Europa is zij ook aangesteld als Nederlands lid van het Europees Comité van de Regio's, waar zij deel uit maakt van de Renew Europe fractie. 